# Orle (Chorwacja)
Orle – wieś w Chorwacji, w żupanii zagrzebskiej, w gminie Orle. W 2011 roku liczyła 107 mieszkańców.